# Rudi Felgenheier
Rudi Felgenheier (Koblenz-Horchheim, 20 november 1930 - 20 oktober 2005) was een Duits motorcoureur.
Hij ruilde een 200 cc DKW van zijn vader in voor een DKW RT 125 die hij ombouwde tot racemotor. In 1949 startte hij daarmee als beginneling in regionale wedstrijden. In hetzelfde jaar kreeg hij zijn racelicentie. In 1950 won hij zijn debuutwedstrijd, de 125 cc klasse van de Eifelrennen op de Nürburgring. In Duitsland bestonden toen nog aparte klassen voor normale zuigermotoren en machines met compressoren op "Ladepumpen". Die beide laatsten waren door de FIM in 1946 verboden, maar Duitse coureurs konden tot 1952 niet deelnemen aan het wereldkampioenschap, omdat Duitsland door de FIM was uitgesloten.
In hetzelfde jaar won hij een wedstrijd op de Solitudering en een internationale wedstrijd in Saarbrücken. In 1951 won hij de Feldbergrennen en zijn andere goede prestaties wekten de aandacht van de raceleiding van DKW. In 1952 werd hij fabrieksrijder voor dat merk.
Hij won in 1952 met de DKW RM 250 zijn thuiswedstrijd, de 250 cc klasse van het wereldkampioenschap wegrace op de Solitudering nabij Stuttgart. Een historische zege omdat het de eerste tweetakt zege in de Grand Prix geschiedenis betekende en tevens de eerste zege voor DKW als fabrikant was.Dankzij de acht punten voor deze overwinning eindigde hij op de vijfde plaats in het kampioenschap, als beste DKW-coureur. In 1952 won hij ook nog een internationale wedstrijd op de Sachsenring.
In 1953 reisde DKW voor het eerst na de Tweede Wereldoorlog af naar de Isle of Man TT. Tijdens een niet-officiële verkenningsronde op de Snaefell Mountain Course raakte Rudi Felgenheier bij een verkeersongeval zo zwaar gewond dat hij zijn carrière moest beëindigen.
Rudi Felgenheier bleef zijn leven lang bevriend met zijn voormalige teamgenoten Siegfried Wünsche en August Hobl.